# Itonia lignaris
Itonia lignaris là một loài bướm đêm trong họ Noctuidae.